# 12 Camelopardalis
12 Camelopardalis, som är stjärnans Flamsteed-beteckning, är en dubbelstjärna i den sydvästra delen av stjärnbilden Giraffen och med variabelbeteckningen BM Camelopardalis. Den har en skenbar magnitud på ca 6,08 och är mycket svagt synlig för blotta ögat där ljusföroreningar ej förekommer. Baserat på parallaxmätning inom Hipparcosuppdraget på ca 4,7 mas, beräknas den befinna sig på ett avstånd på ca 700 ljusår (ca 215 parsek) från solen. Den rör sig närmare solen med en heliocentrisk radialhastighet på ca -2 km/s.

## Egenskaper
Abt et al. (1969) fastställde att stjärnan var en ensidig spektroskopisk dubbelstjärna och beräknade en omloppsbana med en period av 80,17 dygn och en excentricitet av 0,35. Men vad som verkade vara en elliptisk effekt med en period av 79,93 ± 0,05 dygn upptäcktes, vilken var inkonsekvent med den beräknade banan, och bristen på modulering av amplituden passade inte med den stora excentriciteten i omloppsbanan. Hall et al. (1995) gjorde ytterligare mätningar, fann en omloppsperiod på 80,9 dagar och en excentricitet som statistiskt inte kan skiljas från noll.
Primärstjärnan 12 Camelopardalis A är en orange till röd jättestjärna av spektralklass K0 IIIe, som visar starka emissionslinjer. Den har en massa som är ca 1,1 gånger solens massa, en radie som är ca 23 gånger större än solens och utsänder ca 212 gånger mera energi än solen från dess fotosfär vid en effektiv temperatur på ca 4 600 K.

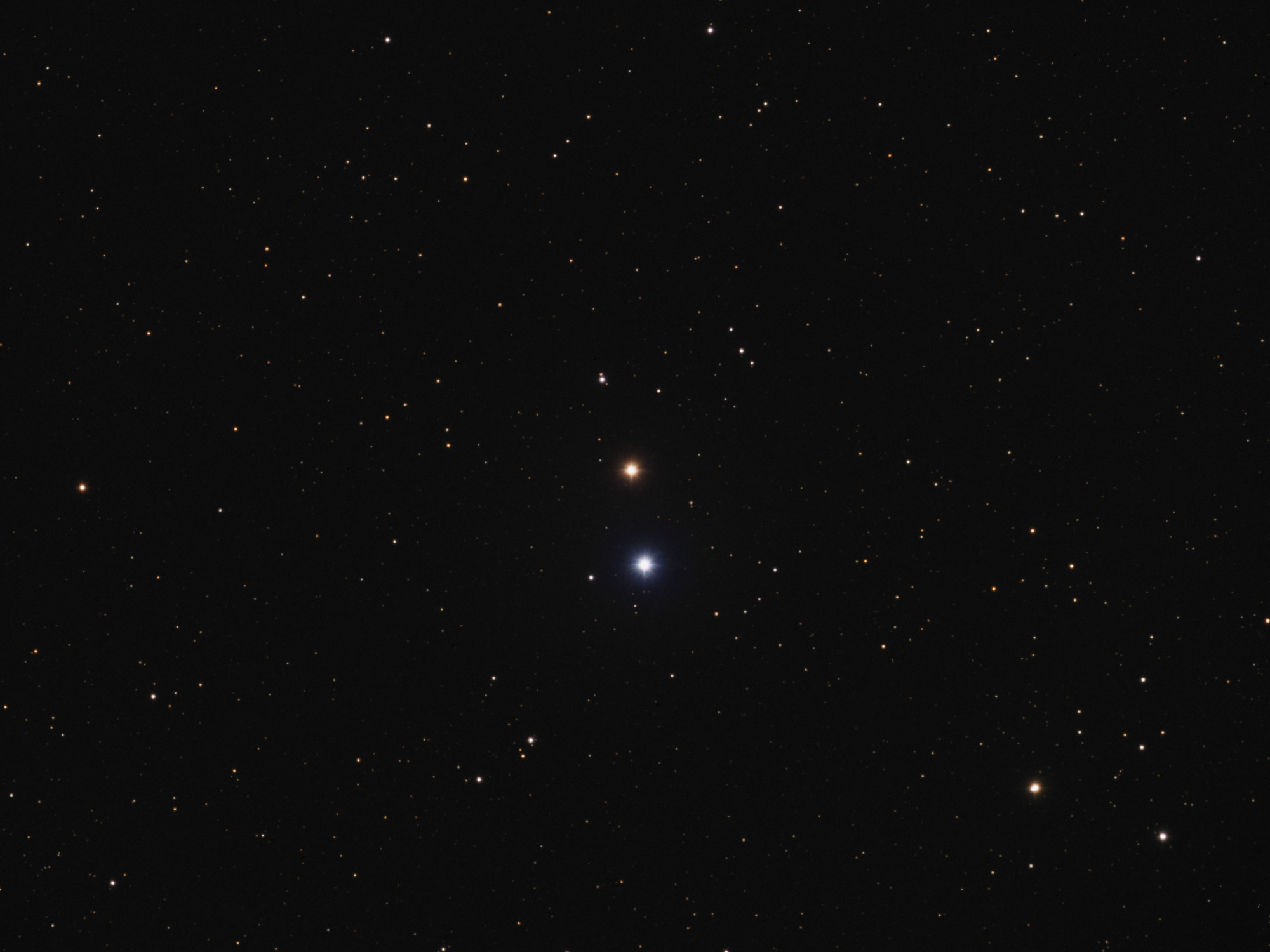
12 Camelopardalis (i centrum) i optiskt ljus.

Den bildar en dubbelstjärna med 11 Camelopardalis, som ligger på 3 bågminuters avstånd.
12 Camelopardalis är en eruptiv variabel av RS Canum Venaticorum-typ (RS) av magnitud +6,18 och med variationer i en amplitud av 0,14 och med en period på 82,9 dygn. Stjärnan roterar troligen synkront med dess omloppsperiod. Dess magnetiska aktivitet har två överlappande cykler på 14,8 och 8,5 år, med aktiviteten fördelad på två breddgrader. 12 Camelopardalis avger röntgenstrålning och är betecknad som röntgenkälla 1H 0501 + 592.